# Ursulinenkloster Château-Gontier

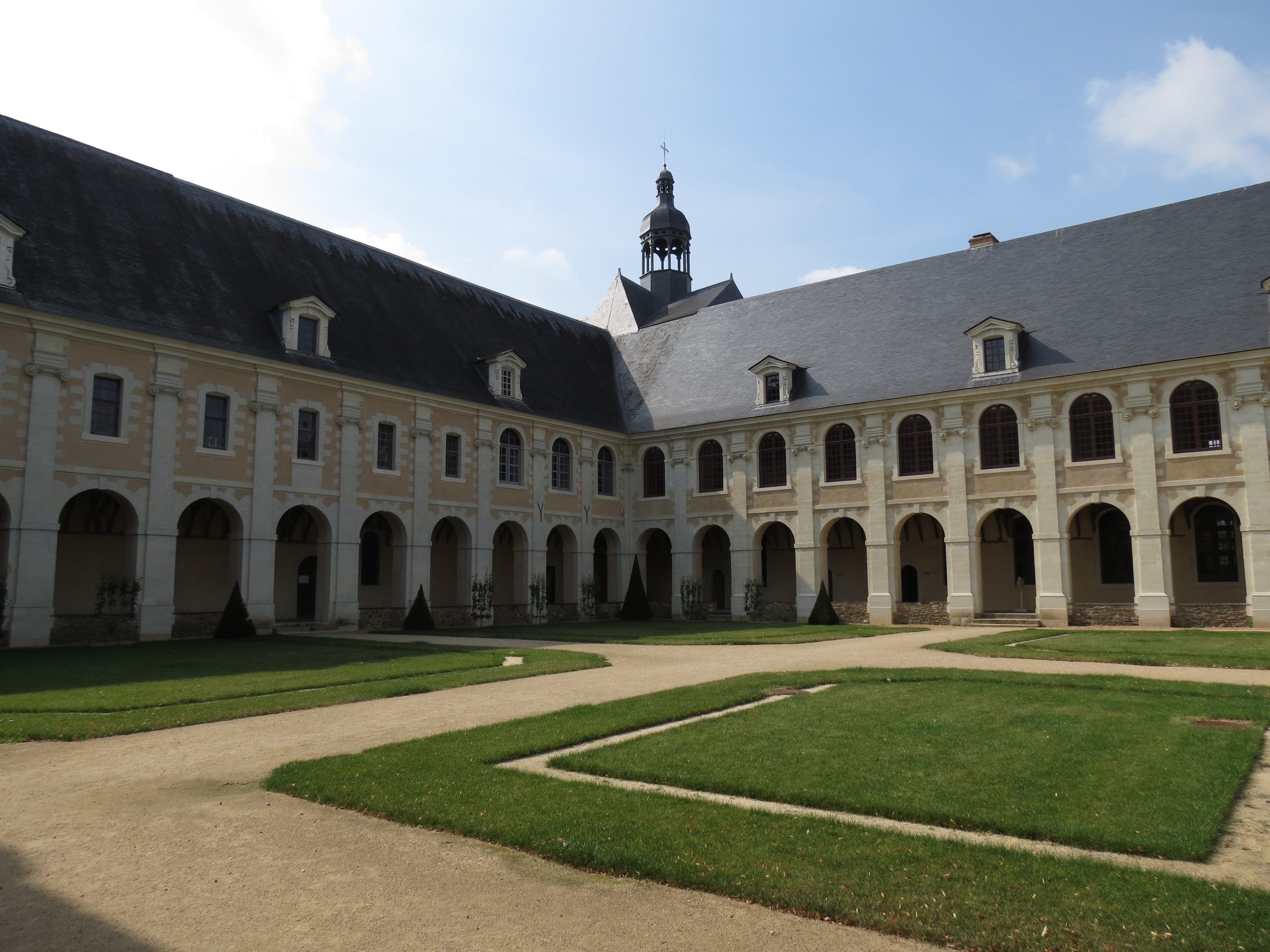
Ursulinenkloster Château-Gontier

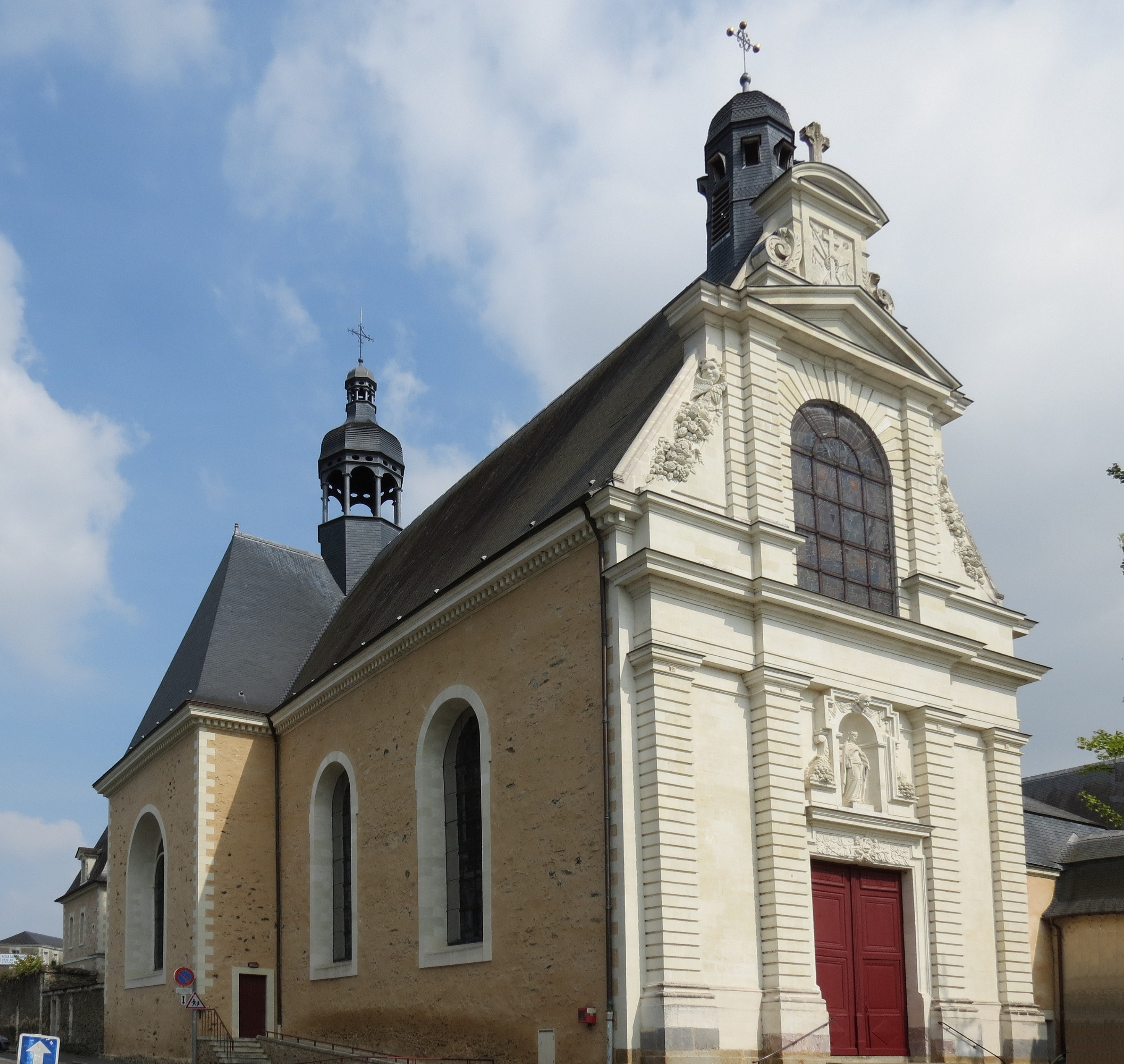
Ehemalige Klosterkirche Sainte-Trinité; über dem Portal eine Statue der heiligen Ursula

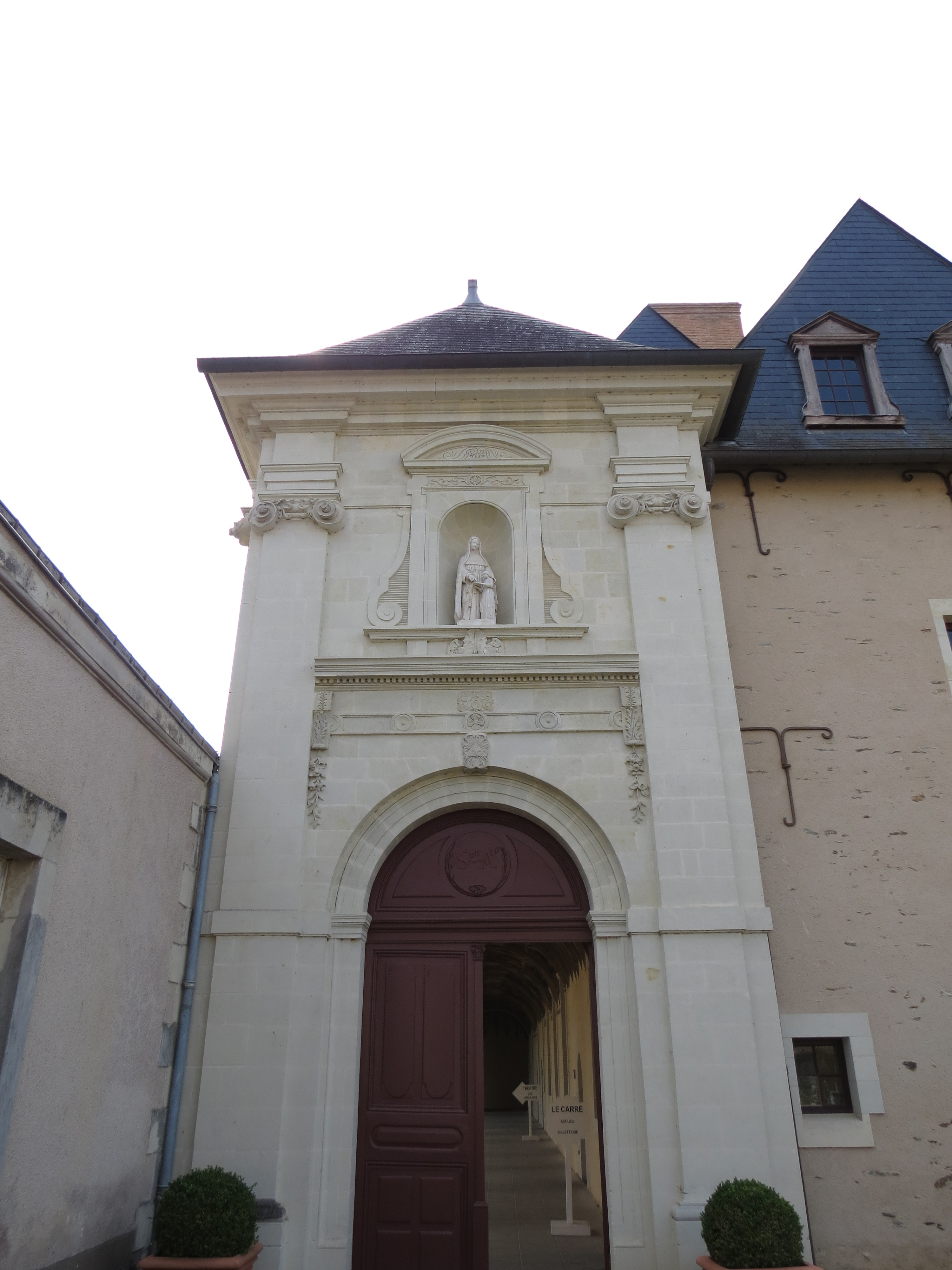
Ehemalige Klosterpforte; darüber eine Statue der heiligen Angela Merici

Das Ursulinenkloster Château-Gontier ist ein ehemaliges Kloster des Ursulinen-Ordens in der französischen Gemeinde Château-Gontier im Département Mayenne, die früher zur historischen Provinz Anjou gehörte.

## Geschichte
Im Jahre 1622 beabsichtigten die Ursulinen von Laval eine Niederlassung in Château-Gontier zu gründen. Ihr Gesuch wurde am 9. September 1622 vom Rat der Stadt bewilligt und im Juni 1629 von Claude du Rueil, dem Bischof von Angers, bestätigt. In einem Brief an den König wird als Grund für den Bau des Klosters genannt, „die abtrünnigen Protestanten wieder auf den rechten Weg zu bringen“.
Unter der Leitung von Catherine Moreau zogen am 7. August 1631 die ersten Schwestern aus Laval ins Pfarrhaus von Saint-Remy außerhalb der Stadtmauern ein, das zunächst als provisorische Unterkunft diente. Im Jahr darauf folgten vier weitere Gefährtinnen aus Angers. Für den Bau des Klosters erwarb man 1634 von René d’Héliand, Seigneur von Touche, für 7000 Livres einen Bauernhof im Vorort Azé. Der Prokurator des Königs ließ 1638 den Grundstein für das Kloster legen. Es kam zum Bau eines Konventsgebäudes, eines Kreuzgangs und eines Pensionats für junge Mädchen, die von den Ursulinen unterrichtet werden sollten. Für die Planung und Durchführung wendeten sich die Schwestern – wie auch in Laval – an die Architektenfamilie Corbineau. Die dazu nötigen Bauarbeiten nahmen viel Zeit in Anspruch, so dass Pierre und Gilles Corbineau mit der Errichtung der Kirche erst am 26. Juli 1658 beauftragt wurden.
Der Grundstein der Kirche wurde am 5. April 1660 geweiht und am 24. November 1664 reiste der Angerser Bischof Henri Arnauld an, um sie unter den Schutz der Heiligen Dreifaltigkeit zu stellen. Der Grundriss ähnelt stark dem des Hôtel-Dieu in Angers. Für den Altar, die Säulen und das Gesims wurde Marmor aus Argentré verwendet. Eine Besonderheit stellt das Altarretabel dar, das eine Fassade aus weißem Stein hat und mit einem Frontgiebel geschmückt ist.
Kloster und Pensionat entwickelten sich gut und hatten Zuwachs aus allen Bevölkerungsschichten. Als 1790 im Zuge der Revolution von allen Klerikern und Ordensleuten der Eid auf die Zivilverfassung des Klerus verlangt wurde, weigerten sich die Ursulinen bis auf zwei. Sie mussten das Kloster verlassen und wurden heimlich jeweils zu viert in Häusern der Umgebung untergebracht. 1794 wurden sie verraten, verweigerten den Eid erneut und wurden im Kloster in Haft genommen. Nur mit Glück entgingen sie der Hinrichtung. 1807 und 1814 erhielten sie die Klostergebäude und die Kirche zurück und nahmen den Schulbetrieb wieder auf. Die Kirche, ursprünglich Filialkapelle von Saint-Jean, wurde Mitte des 19. Jahrhunderts Pfarrkirche. Das Ursulinenkloster bestand bis 1965.
Das Kloster sowie der Landsitz der Adelsfamilie Touche aus dem 15. Jahrhundert sind seit dem 31. Oktober 1991 als Monument historique klassifiziert. Die Kirche Sainte-Trinité und die Nebengebäude sind seit dem 9. Dezember 1992 denkmalgeschützt.
Im Kloster ist heute das Nationaltheater der Pays de la Loire untergebracht.